# WinCDEmu
WinCDEmu è un'utility open source per montare file immagine in Microsoft Windows.
Installa un driver nel sistema operativo che permette ad un utente di montare un'immagine di un CD o DVD, e di accedervi come se fosse un disco fisso.
WinCDEmu supporta i seguenti formati:
- ISO
- CUE
- IMG
- BIN
- NRG
- MDF/MDS
- CCD
- RAW